# Roald Larsen
Roald Morel Larsen (ur. 2 stycznia 1898 w Oslo, zm. 28 lipca 1959 tamże) – norweski łyżwiarz szybki, wielokrotny medalista olimpijski i mistrzostw świata.

## Kariera
Pierwszy medal na arenie międzynarodowej Roald Larsen wywalczył w 1922 roku, kiedy podczas mistrzostw świata w wieloboju w Kristianii zajął drugie miejsce. W zawodach tych wyprzedził go jedynie jego rodak, Harald Strøm. W kolejnych latach zdobył jeszcze trzy medale: złoty na MŚ w Helsinkach (1924), srebrny na MŚ w Trondheim (1926) oraz brązowy podczas MŚ w Oslo (1925).
W 1924 roku wystartował na igrzyskach olimpijskich w Chamonix, zdobywając medale we wszystkich pięciu konkurencjach. W wieloboju i biegu na 1500 m był drugi za Finem Clasem Thunbergiem, a w biegach na 500 m, 5000 m i 10 000 m zajmował trzecie miejsce. Na rozgrywanych cztery lata później igrzyskach w Sankt Moritz zdobył brązowy medal na dystansie 500 m, przegrywając tylko z innym Norwegiem Berntem Evensenem i Clasem Thunbergiem, którzy ex aequo zajęli pierwsze miejsce. Na tych samych igrzyskach nie ukończył biegu na 10 000 m oraz był czwarty na 1500 m, przegrywając walkę o medal z kolejnym rodakiem, Ivarem Ballangrudem.
Zdobył też pięć medali na mistrzostwach Europy, w tym złoty na ME w Kristianii w 1924 roku. W tym samym roku zdobył też mistrzostwo świata i mistrzostwo Norwegii, zostając drugim zawodnikiem, który dokonał tego w jednym roku (pierwszym był Oscar Mathisen).
W 1928 roku w Davos pobił rekord świata na 500 m.

### Mistrzostwa świata
- Mistrzostwa świata w wieloboju
  - złoto – 1924
  - srebro – 1922, 1926
  - brąz – 1925